# Seguí
Seguí es una ciudad del departamento Paraná, provincia de Entre Ríos. Su fecha fundacional es el 1 de septiembre de 1907, cuando pasó la primera locomotora por Seguí, y lleva el nombre del abogado Juan Francisco Seguí (hijo).
El municipio fue creado mediante el decreto n.º 22/1948 de 8 de enero de 1948, asumiendo sus primeras autoridades el 1 de mayo de ese año.

## Clima
Seguí posee una temperatura mínima media anual 12°, máxima 23°, promedio de lluvias anual, 1000 mm., en una zona rural apta para la agricultura, ganadería, apicultura, avicultura, tambo, explotaciones alternativas e industria, que hacen del medio de vida de su población de unos 5000 habitantes.

## Educación

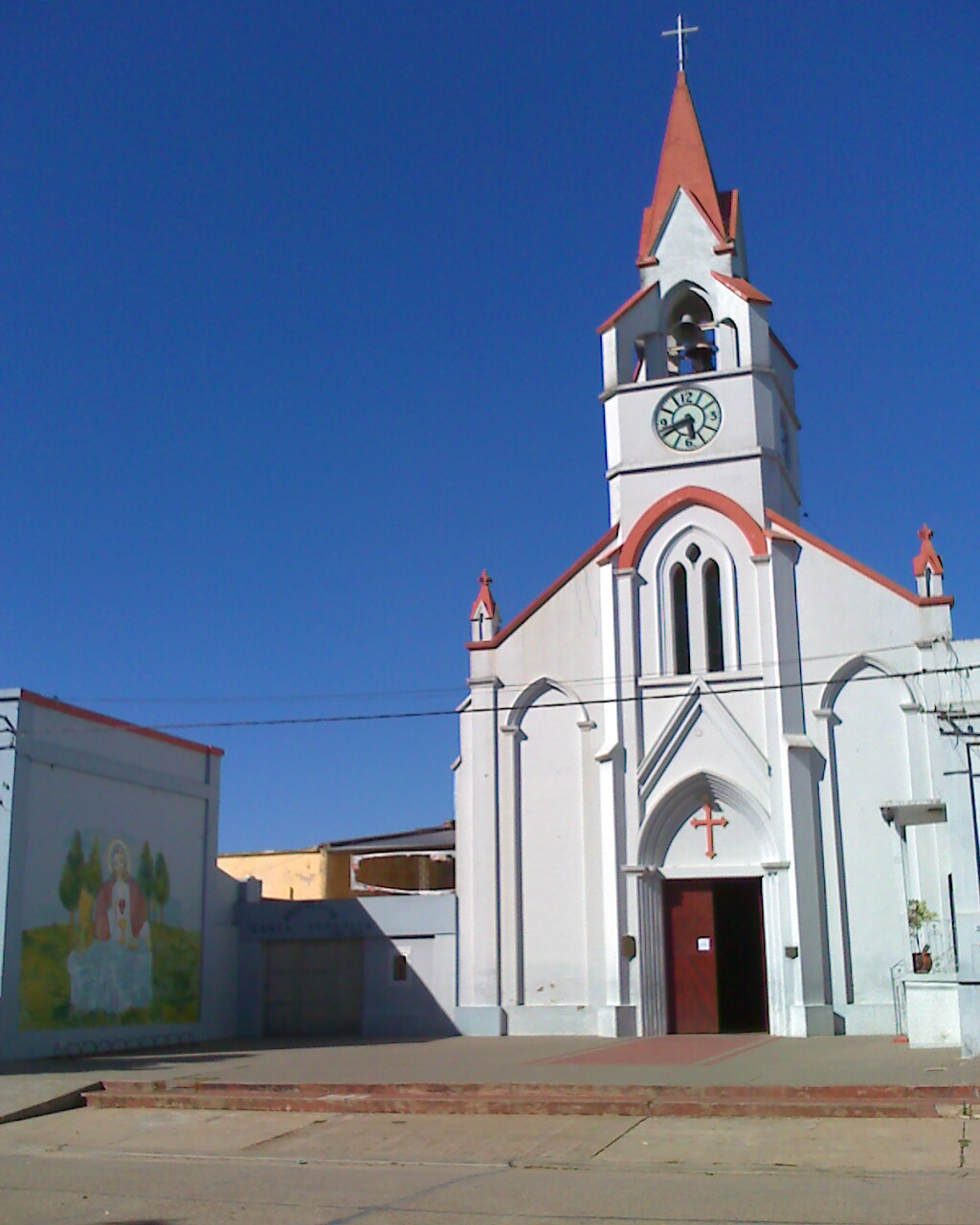
La escuela N.º 19 está al lado de la parroquia católica Nuestra Señora de la Merced.

Se encuentran escuelas tanto primarias, secundarias, como terciarias. Entre las que se encuentran:
- Escuela N.º 19 Santa Teresita (Inicial, EGB I y II)
- Escuela N.º 61 Facundo Zuviria (Inicial, EGB I y II)
- Escuela de Educación Técnica N.º 68 "Profesor Facundo Arce" (Ciclo Básico Común y Ciclo Superior en las Especialidades "Técnico en Gestión Organizacional" y "Técnico Mecánico-Electricista")
- Instituto Padre Enrique Laumann D-49 (EGB III y Polimodal)
- Instituto Terciario Padre Enrique Laumann D-158
- Escuela Integral N.º 22 Juan Francisco Seguí

## Atractivos

### Expo Seguí
La Expo Seguí fue organizada por la Comunidad Educativa de la Escuela de Educación Técnica N° 68 “Profesor Facundo Arce”, desde el año 1996 a 2014 de forma continua, poniendo en un mismo lugar a los representantes de la Educación, el Trabajo y la Producción de la región. Reunió a más de doscientos expositores PYME de muchos rubros, destacándose el comercio y la industria agropecuaria y de servicios.

## Parroquias de la Iglesia católica en Seguí
| Arquidiócesis | Paraná                      |
| ------------- | --------------------------- |
| Parroquia     | Nuestra Señora de la Merced |